# Institut américain pour la résolution des conflits environnementaux
La loi de 1998 sur la politique environnementale et la résolution des conflits (PL 105-156) a créé l'Institut américain pour la résolution des conflits environnementaux pour aider les parties à résoudre les conflits environnementaux dans tout le pays impliquant des agences ou des intérêts fédéraux. L'Institut offre un lieu neutre à l'intérieur du gouvernement fédéral mais « à l'extérieur du périphérique » où les intérêts publics et privés peuvent trouver un terrain d'entente. 

## Principaux objectifs
- Résoudre les différends fédéraux en matière d'environnement, de ressources naturelles et de terres publiques de manière opportune et constructive grâce à la négociation assistée et à la médiation.
- Accroître l'utilisation appropriée de la résolution des conflits environnementaux (ECR) en général et améliorer la capacité des agences fédérales et des autres parties intéressées à s'engager efficacement dans l'ECR.
- Participer et promouvoir la résolution collaborative de problèmes et la recherche de consensus lors de la conception et de la mise en œuvre des politiques environnementales fédérales afin de prévenir et de réduire l'incidence de futurs différends environnementaux.